# Joan Besa Esteve
Joan Besa Esteve   (Lleida, 25 de setembre de 1935 - Lleida, 22 de gener de 2019) fou un advocat i polític català.
Fill de Lluís Besa i Cantarell, cap de les joventuts carlines de Lleida i regidor municipal per la Comunió Tradicionalista que fou afusellat pel Front Popular el 27 de novembre de 1936. El 1957 es llicencià en Dret per la Universitat de Madrid, el 1964 fou secretari de la Junta Provincial de Beneficència i en fou destituït
per motius polítics. President del Círculo Cultural Vàzquez de Mella de Lleida. També fou cap de l'Agrupación de Estudiantes Tradicionalistas de Madrid. Va ser detingut per causa de les protestes carlins contra la presència de Joan Carles a la Universitat Complutense de Madrid. Va ser un dels oradors que van dissertar en l'aplec carlí de Montserrat de 1965. També va intervenir en el Montejurra de 1967.
Es va casar amb Maria Antònia Recasens Solé, amb la qual va tenir quatre fills, Maria Antònia, Lluís, Clara i Joan.
Durant els anys 1970 treballà com a lletrat del Sindicat Vertical a la província de Lleida i participà en nombrosos actes polítics vinculats al carlisme. El 1967 i el 1971 es va presentar com a candidat del Terç Familiar a les Corts Franquistes primer juntament amb Lluís Cierco, i el 1971 amb Joaquim Arana i Pelegrí en una candidatura anomenada Coalició Democràtica. El 1972 fou sancionat pel Tribunal d'Ordre Públic arran d'unes declaracions que va fer
Fins al 1975 fou president provincial del Partit Carlí a Lleida, però en 1976 l'abandonà per motius ideològics i ingressà a Unió Democràtica de Catalunya, que més tard deixà per Unió de Centre Democràtic. Fou elegit diputat a les eleccions al Parlament de Catalunya de 1980 per la circumscripció de Lleida dins les llistes de Centristes de Catalunya-UCD. Va ser secretari segon de la comissió de Reglament Interior del Parlament de Catalunya. Va ser l'únic diputat que es va abstenir en l'aprovació de la Llei de normalització lingüística de Catalunya. Davant de la desaparició de la UCD va acabar la legislatura al grup mixt.
El 1983 ingressà a l'Alianza Popular i, llavors, al Partit Popular, amb el que formà part de la llista per Lleida a les eleccions municipals de 2003 i 2007.